# Нетупа
Нетупа — річка у Свіслоцькому й Вовковиському районах Гродненської області, Білорусь. Ліва притока Росі (басейн Німану).

## Опис
Довжина річки 11 км, похил річки 3,4 м/км , площа басейну водозбору 285 км². Формується притоками, безіменними струмками та загатами.

## Розташування
Бере початок із злиття річок Наумки та Полонки біля села Мстибово (колишнє містечко). Тече переважно на північний схід через села Андрієвичі та Голека і на північно-східній стороні від села Тимохі впадає у річку Рось, ліву притоку річки Німану.

## Цікаві факти
- У XIX столітті на річці існувало 10 водяних млинів[1].